# Nailbiter
Nailbiter (с англ. — «Ногтегрыз») — серия комиксов, созданная Джошуа Уильямсоном и Майком Хендерсоном и издаваемая Image Comics.

## Сюжет
События комикса происходят в вымышленном городе Бакару (англ. Buckaroo), штат Орегон, в котором родились 16 самых ужасных серийных убийц США. Последний из них — Эдвард Чарльз Уоррен, также известный как Nailbiter, из-за своего пристрастия жевать ногти и пальцы своих жертв. История начинается с задержания Уоррена агентом ФБР Чарльзом Кэрроллом. После суда с Уоррена снимают обвинения, а Кэрролл уезжает в Бакару, где пропадает без вести. Друг Кэрролла, бывший военный дознаватель Николас Финч начинает своё собственное расследование, чтобы выяснить судьбу друга и узнать, почему столько уроженцев Бакару становится убийцами.

## Коллекционные издания
В мягкой обложке:
- Nailbiter Volume 1: There Will Be Blood (включает Nailbiter #1-5, 144 страницы, октябрь 2014, ISBN 1-63215-112-X)
- Nailbiter Volume 2: Bloody Hands (включает Nailbiter #6-10, 128 страница, март 2015, ISBN 1-63215-232-0)
- Nailbiter Volume 3: Blood in the Water (включает Nailbiter #11-15, сентябрь 2015, ISBN 1-63215-485-4)
- Nailbiter Volume 4: Blood Lust (включает Nailbiter #16-20, апрель 2016, ISBN 1-63215-682-2)
- Nailbiter Volume 5: Bound by Blood (включает Nailbiter #21-25, 144 страницы, ноябрь 2016, ISBN 1-63215-892-2)
- Nailbiter Volume 6: The Bloody Truth (включает Nailbiter #26-30, 144 страницы, май 2017, ISBN 1-53430-155-0)

В твёрдой обложке:
- Nailbiter Volume 1: The Murder Edition Deluxe Hardcover (включает Nailbiter #1-10, 304 страницы, 16 марта 2016, ISBN 1-63215-475-7)

## Отзывы и награды
Большинство отзывов критиков о серии были положительными. Newsarama назвала комикс «мастерским образчиком ужасов».
Nailbiter получил награду «Лучший комикс ужасов» (Best Horror Comic) от USA Today в 2014 и 2015 году, и занял первое место списке лучших комиксов ужасов 2015 года на сайте Horror Talks.